# Santa Domenica Talao
Santa Domenica Talao è un comune italiano di 1 126 abitanti della provincia di Cosenza in Calabria.
La specifica "Talao" si riferisce al fiume Lao (Θαλάος, Thalaos in greco antico).
È sito su una collina a 304 m s.l.m. Il territorio è diviso in una zona alta, la Codda, e una zona bassa, il Piano, dove sorge la parte nuova del paese. Il territorio fa parte del Parco nazionale del Pollino. Il territorio è ricco di sorgenti, le più famose sono Acqua della Quercia e Ragazzo. Prodotti tipici sono quelli della tradizione calabrese, oltre alla famosa zuppa santadomenicana.
Il tartufo "scorzone" è uno dei prodotti che offre il territorio santadomenicano.

## Storia
Santa Domenica Talao fu fondato nella prima metà del XVII secolo da Ettore Maria Spinelli, principe di Scalea. Nel 1662 divenne autonomo nonostante continuasse ancora a dipendere dal feudo degli Spinelli.
La storia del comune si divide in due fasi: dopo il Principe Spinelli e dopo Monica e Derek, due agiati signori inglesi che hanno iniziato la fase "anglosassone" del borgo. Infatti, dopo il loro trasferimento, hanno convinto numerosi stranieri a vivere a Santa Domenica. Ad oggi si contano circa 80 stranieri residenti, che fanno la fortuna del paese.

### Simboli
Lo stemma comunale è uno scudo sannitico d'argento, bordato di azzurro, in cui è rappresentato un tralcio di vite con un grappolo d'uva matura abbarbicata ad un alberello d'ulivo.

## Monumenti e luoghi d'interesse
La chiesa madre dedicata a san Giuseppe, patrono del paese. 
Nel centro storico è possibile ammirare vari palazzi nobiliari con portali in pietra, risalenti al XVII-XVIII secolo. Il più famoso è palazzo Campagna. Dalla piazza, recentemente ristrutturata, è possibile ammirare le Isole Eolie e l'Etna.
È presente anche il Museo della Terra, in cui sono conservati alcuni fossili ritrovati nel territorio comunale, nonché i costumi tipici tradizionali.
Altra importante costruzione è la Torre dell'Acquedotto, con i suoi bei merli, risalente agli inizi del Novecento.

## Società

### Evoluzione demografica
Abitanti censiti

## Amministrazione
Di seguito è presentata una tabella relativa alle amministrazioni che si sono succedute in questo comune.
| Periodo        | Periodo        | Primo cittadino           | Partito                            | Carica  | Note  |
| -------------- | -------------- | ------------------------- | ---------------------------------- | ------- | ----- |
| 24 aprile 1995 | 14 giugno 1999 | Giuseppe Antonio La Greca | Alleanza Nazionale                 | Sindaco | [ 7 ] |
| 14 giugno 1999 | 8 giugno 2009  | Angelo Salvatore Paolino  | lista civica Rinascita democratica | Sindaco | [ 7 ] |
| 8 giugno 2009  | in carica      | Alfredo Giuseppe Lucchesi | lista civica Rinascita democratica | Sindaco | [ 7 ] |

### Gemellaggi
- Castelnuovo Scrivia
- Santo Domingo